# Láposbánya
Láposbánya település Romániában, Máramaros megyében.

## Fekvése
Máramaros megyében, Nagybányától északnyugatra fekvő település.

## Története
Láposbánya a Láposi völgy ősi bányászó helye volt. A pápai tizedszedők adólajstromában már 1332-ben szerepelt neve.
1490-ben Lapusbánya, 1493-ban Lapysbanyaként írták nevét.
Részben Szinér várához tartozott, részben pedig Nagybányáé volt.
1329-ben Károly Róbert királytól Nagybánya városa kapott rá királyi adományt.
Láposbánya község fölött levő Tirnicza-hegyben egykor gazdag arany-erek voltak. Ezüstöt is sokat bányásztak. Itt voltak a bányavidék legértékesebb ezüsttelepei.
A kincstárnak is voltak itt kohói, azonban amikor a fernezelyi telepet megnyitották, ezeket beszüntették.
1475-ben a Bélteki család nyert rá adományt.
A meggyesaljai Moróczok után a birtokot a Báthoryak örökölték, akik Herberstein Felicián-nak adták bérbe.
A szatmári béke után gróf Károlyi Sándor kapta meg. A 19. század maradt a Károlyi családé.
A 20. század  elején főbb birtokosa a királyi kincstár, és Nagybánya városa volt.
Láposbánya a trianoni békeszerződés előtt Szatmár vármegyéhez tartozott.

## Nevezetességek
- Római katolikus templom - 1826-ban készült.
- Görögkatolikus templom - 1804-ben épült.